# Cocomes

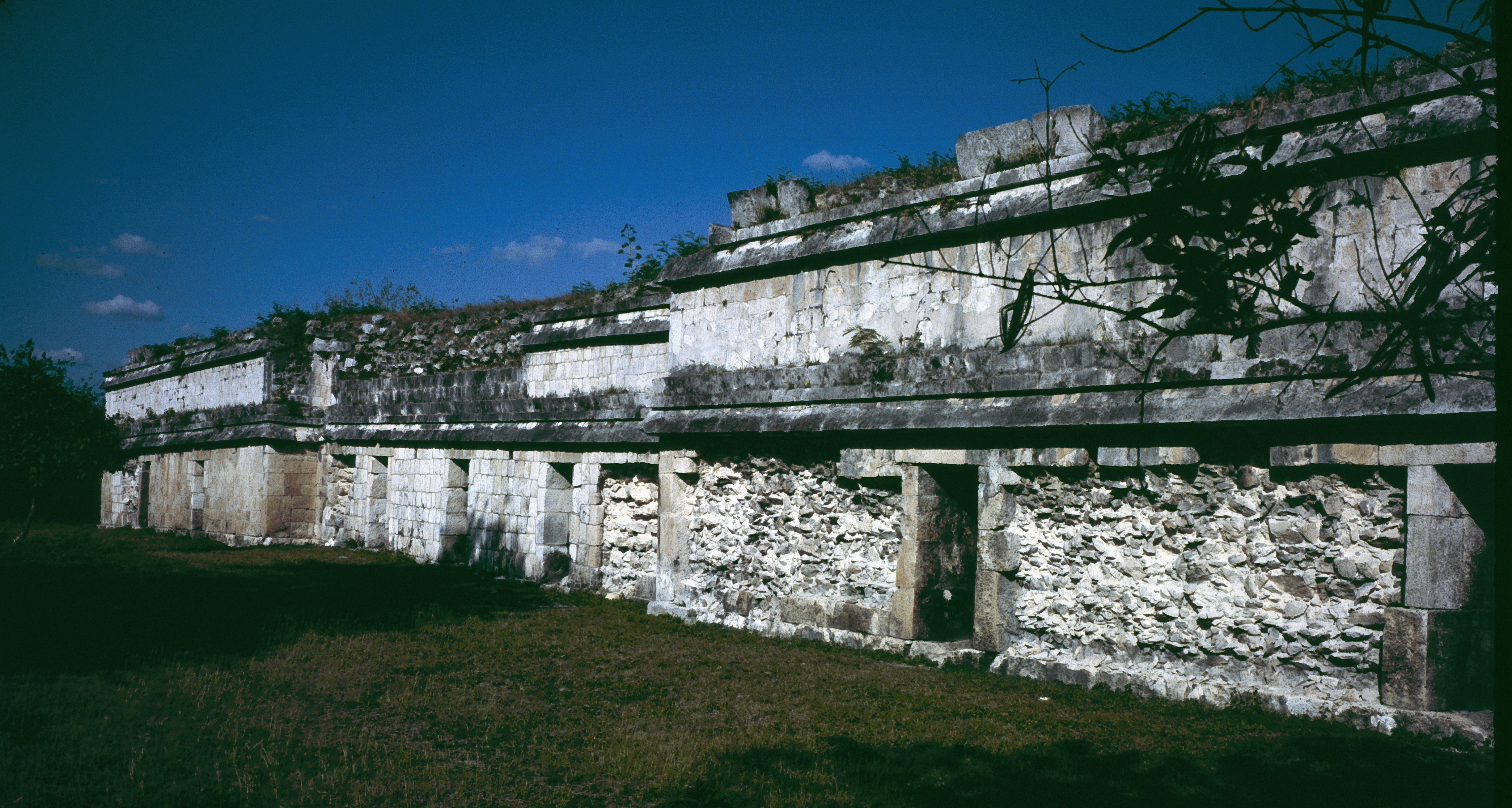
Ruina precolombina Akab Dzib en el sitio arqueológico maya de Chichén Itzá

Los cocomes fueron un pueblo maya conocido como "los del linaje de la paloma torcaz". Junto con los itzaes y los tutul xiues integraron en el siglo XI la liga de Mayapán, la que en conjunto, ocupó y dominó la península de Yucatán hasta su disolución, a mediados del siglo XV, después de la cual se formaron 16 cacicazgos (conforme a la concepción de Ralph L. Roys), que fueron los encontrados por los españoles cuando emprendieron la conquista de Yucatán en 1526.
Obligados los itzáes a retirarse de Chakán Putum, peregrinaron durante cuarenta años en la selva, tiempo al que se le llama peregrinación de Xulucmul, vivían bajo los árboles, bajo la ceniza y bajo la miseria regresaron nuevamente a Chichén Itzá, pero otros de los Itzáes se separaron y fundaron Mayapán, a estos últimos desde entonces se les conoció como los Cocomes.
Participaron en la Liga de Mayapán que se fundó entre los años 987-1007. Pero entre los años 1175 y 1185 Hunac Ceel después de haber sobrevivido al ser arrojado al cenote sagrado de Chichén Itzá, fue proclamado Halach Uinik, y declaró la guerra a los itzáes, venciéndolos y provocando la huida de estos al Petén guatemalteco.
Los cocomes, rivalizaron con los Tutul xiúes de Uxmal y para mantener el poder se ayudaron con los mercenarios de Ah Canul, pero entre 1441-1461, fueron agredidos por el jefe Ah Xupan Xiu quien liquidó a la familia real de los cocomes.
Solamente uno de los hijos de la familia real, sobrevivió por encontrarse en Honduras, y regresó a fundar la ciudad de Tibolón, que significa "jugados fuimos", y de esta forma se creó la jurisdicción, el Kuchkabal de Sotuta, donde residieron los cocomes durante la Conquista de Yucatán.
En 1535, cuando los españoles se retiraron parcialmente por varios años de la península de Yucatán, la antigua rivalidad de los cocomes y los tutul xiúes, se volvió a presentar, y fue entonces cuando Nachi Cocom dirigiendo a los cocomes de Sotuta derrotó a Ah Dzum, Nacom al mando de los tutul xiúes de Maní.
Los cocomes fueron una de las tribus más aguerridas de los mayas, que resistieron a los españoles y se rebelaron frecuentemente.